# Brabham BT50
Pour les articles homonymes, voir Brabham.
Chronologie des modèles (1982)
Brabham BT49 Brabham BT52
La Brabham BT50, est une monoplace engagée par l'écurie britannique Brabham Racing Organisation dans le cadre du championnat du monde de Formule 1 1982. Elle est pilotée par le Brésilien Nelson Piquet et l'Italien Riccardo Patrese. Elle a signé trois meilleurs tour en course, une pole position et a remporté une victoire au Grand Prix du Canada 1982.

## Résultats en championnat du monde de Formule 1

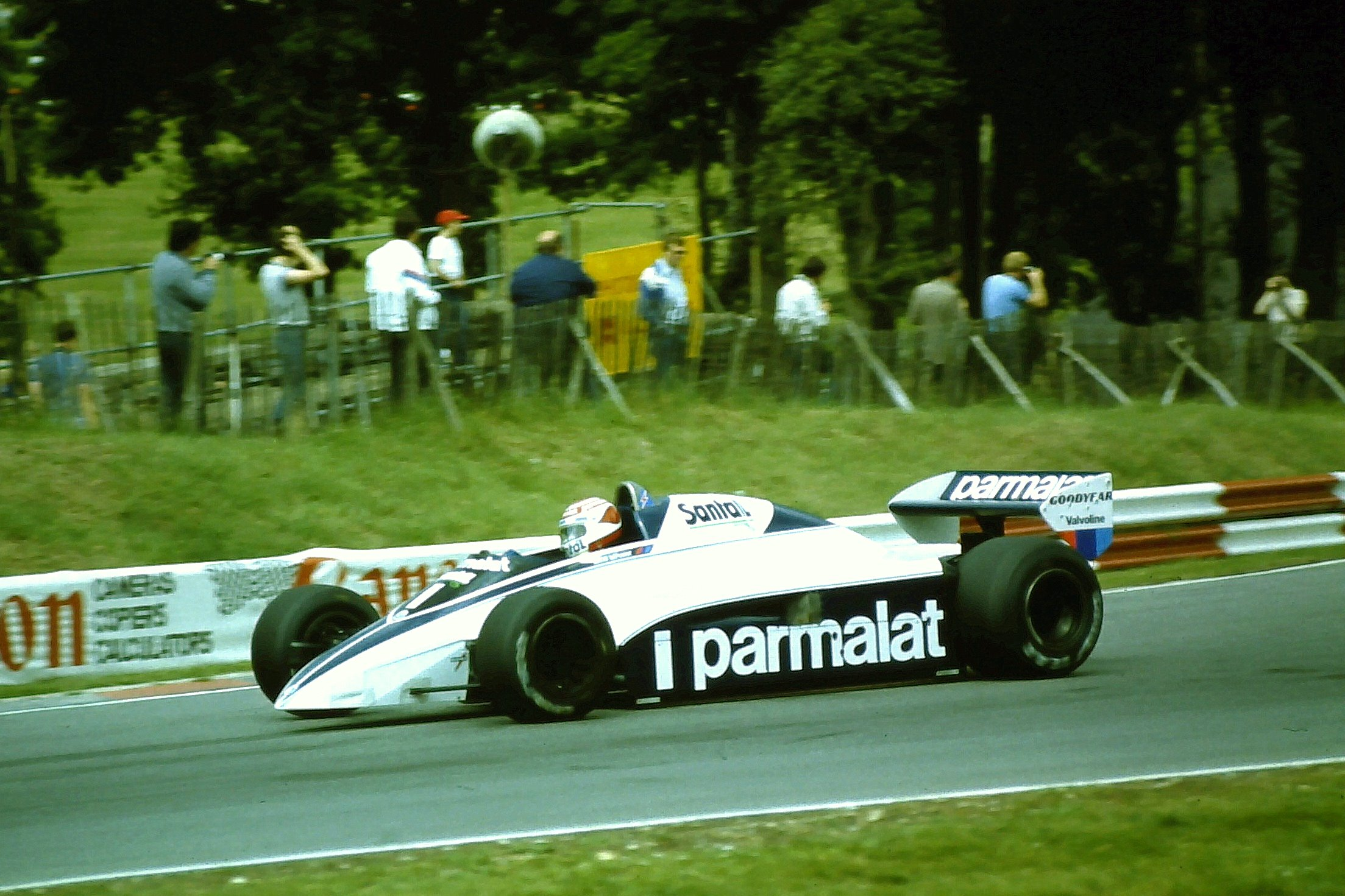
La Brabham BT50 de Nelson Piquet lors du Grand Prix de Grande-Bretagne 1982.

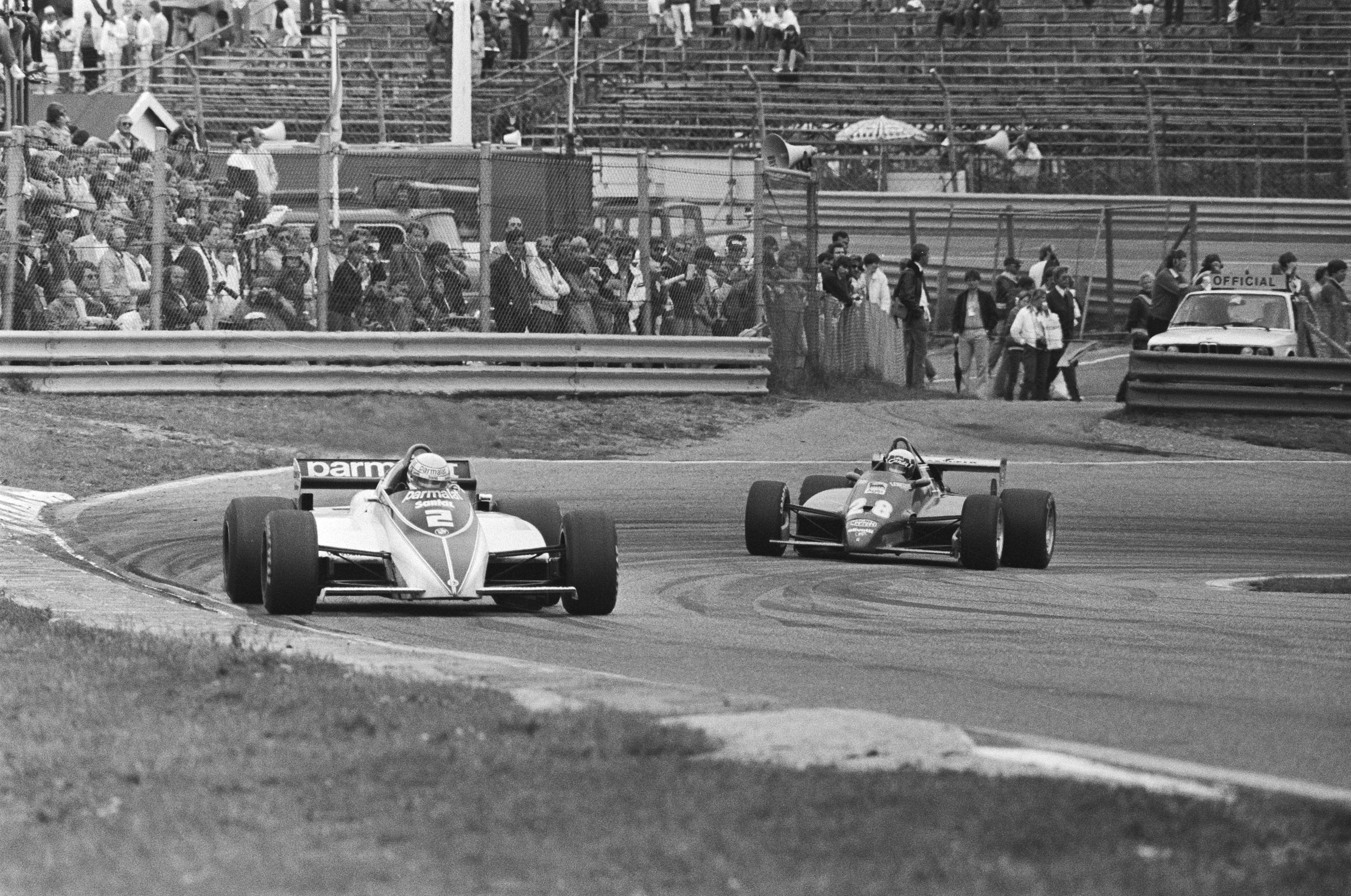
Riccardo Patrese devant Didier Pironi au Grand Prix des Pays-Bas 1982.

| Saison | Écurie               | Moteur        | Pneus    | Pilotes          | Courses | Courses | Courses | Courses | Courses | Courses | Courses | Courses | Courses | Courses | Courses | Courses | Courses | Courses | Courses | Courses | Points inscrits | Classement |
| Saison | Écurie               | Moteur        | Pneus    | Pilotes          | 1       | 2       | 3       | 4       | 5       | 6       | 7       | 8       | 9       | 10      | 11      | 12      | 13      | 14      | 15      | 16      | Points inscrits | Classement |
| ------ | -------------------- | ------------- | -------- | ---------------- | ------- | ------- | ------- | ------- | ------- | ------- | ------- | ------- | ------- | ------- | ------- | ------- | ------- | ------- | ------- | ------- | --------------- | ---------- |
| 1982   | Parmalat Racing Team | BMW M12/13 L4 | Goodyear |                  | AFS     | BRÉ     | EUO     | SMR     | BEL     | MON     | EUE     | CAN     | P-B     | GBR     | FRA     | ALL     | AUT     | SUI     | ITA     | LVE     | 41*             | 5e         |
| 1982   | Parmalat Racing Team | BMW M12/13 L4 | Goodyear | Nelson Piquet    | Abd     |         |         |         | 5e      | Abd     | Nq      | 1er     | 2e      | Abd     | Abd     | Abd     | Abd     | 4e      | Abd     | Abd     | 41*             | 5e         |
| 1982   | Parmalat Racing Team | BMW M12/13 L4 | Goodyear | Riccardo Patrese | Abd     |         |         |         | Abd     |         |         |         | 15e     | Abd     | Abd     | Abd     | Abd     | 5e      | Abd     | Abd     | 41*             | 5e         |

Légende : ici 

* 19 points marqués avec la Brabham BT49.